# Friedrich Ferdinand Traugott Heerwagen
Friedrich Ferdinand Traugott Heerwagen (* 8. Dezember 1732 in Buttenheim; † 10. März 1812 in Uehlfeld) war ein deutscher evangelischer Theologe und Musikwissenschaftler.

## Leben
Er war Rektor in Berneck im Fichtelgebirge und wurde 1766, als er dort zusätzlich das Amt eines Pfarradjunkten übernahm, ordiniert. Von 1785 bis zu seinem Tod war er Pfarrer in Uehlfeld.
Heerwagen verfasste ein wichtiges Werk über die Geschichte protestantischer geistlicher Lieder in der letzten Hälfte des 18. Jahrhunderts. Das Werk gilt zwar inhaltlich als unentbehrlich, dafür aber als unübersichtlich und äußerlich nicht schön gestaltet. So ist der eigentliche Text des Werkes nur in Anmerkungen zu Liedern/Dichtern/Liedersammlungen zu finden, wobei diese Anmerkungen wieder mit Anmerkungen versehen wurden, sodass der Bezug der Anmerkungen untereinander oftmals unklar ist. Weitere Werke wie der Festkatechismus hingegen sind nicht bedeutend.

## Schriften
- Festkatechismus (1788)
- Litteratur-Geschichte des evangelischen Kirchenliedes aus der alten, mittleren und neuen Zeit, insonderheit nach den neuesten Gesangbüchern (Neustadt 1792; später erster Teil des u.g. Werkes)
- Litteratur-Geschichte der geistlichen Lieder und Gedichte neuer Zeit (Schweinfurt 1797; zwei Teile)